# Johan Renck

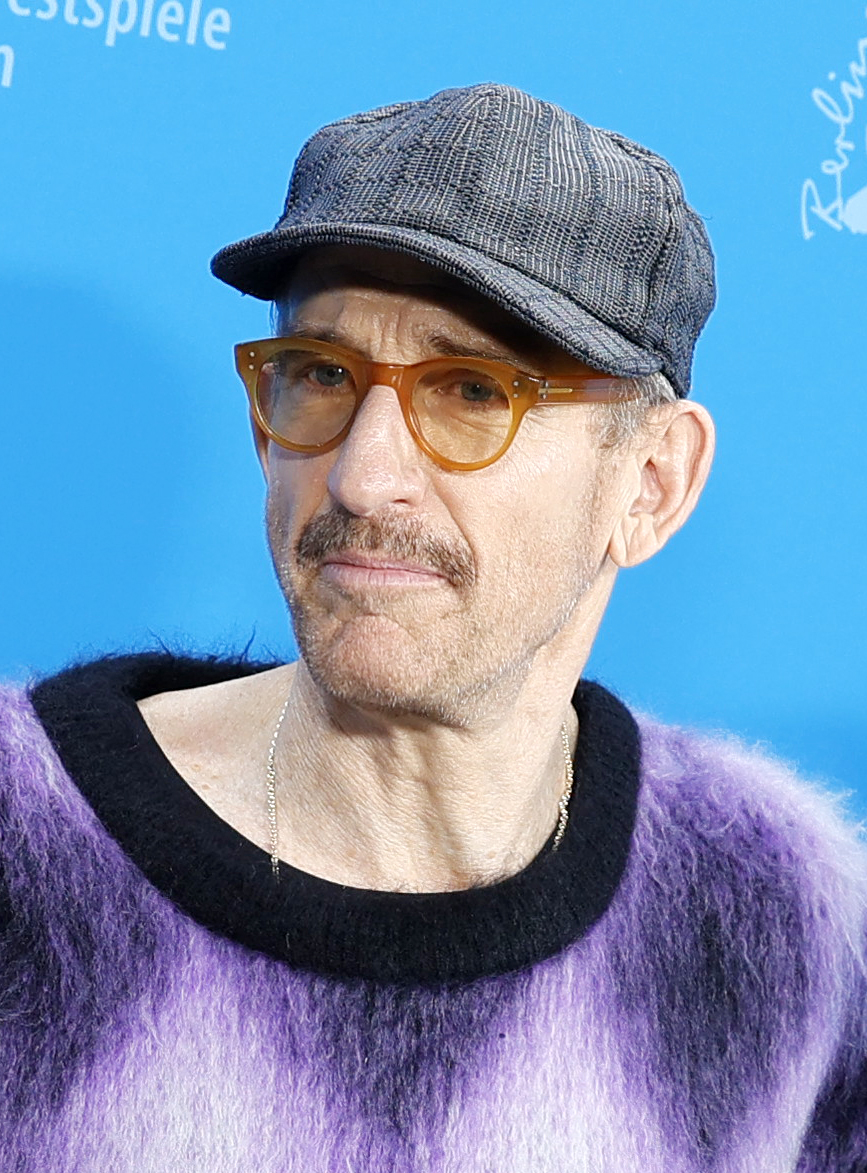
Johan Renck (2024)

Bo Johan Renck, Pseudonym Stakka Bo (* 5. Dezember 1966 in Uppsala) ist ein schwedischer Musiker und Regisseur.

## Leben
Renck feierte Anfang der 1990er Jahre unter dem Namen Stakka Bo (ein Slangausdruck für „Stockholm Boys“), in Zusammenarbeit mit verschiedenen schwedischen Musikern, einige internationale Charterfolge. Seine Single Here We Go erreichte im September 1993 sowohl in den britischen wie auch in den deutschen Charts eine Platzierung in den Top 20.
Er absolvierte ein Wirtschaftsstudium an der Handelshochschule Stockholm und machte sich seit 1999 einen Namen als Videoregisseur. Unter anderem entstanden Clips für Madonna (Nothing Really Matters, Hung Up), Suede (She's In Fashion), All Saints (Black Coffee), New Order (Crystal, Krafty), Kylie Minogue (Love At First Sight), Beyoncé (Me, Myself And I), The Streets (Dry Your Eyes), Robbie Williams (Tripping) und Lana Del Rey (Blue Velvet).
Rencks erster Film Downloading Nancy erschien am 15. Januar 2010 in deutscher Fassung. Das Drama – dessen Weltpremiere am 21. Januar 2008 auf dem Sundance Film Festival stattfand – erzählt die tragische Geschichte der Borderlinerin Nancy (Maria Bello), die aus den beklemmenden Verhältnissen ihrer lieblosen Ehe ausbricht und auf einen weiteren schwierigen und schmerzbestimmten Menschen namens Louis trifft. Der etwa drei Millionen US-Dollar teure Film fand im deutschsprachigen Raum unter den Kritikern Beachtung. So heißt es etwa auf dem Online Kulturmagazin artifarti „die gefrorene Lebenshoffnung eines traurigen Charakters“ erlebe „eine erwärmende filmische Akzentuierung“. Den Titelsong zu dem Film schrieb und sang Renck zusammen mit seinem Landsmann Joakim Berg von der Band Kent.
Renck führte in der Fernsehserie Breaking Bad in drei Folgen der Staffeln 2, 3 und 4 Regie. Des Weiteren führte er Regie in einer Folge der Serie The Walking Dead, die wie Breaking Bad auf dem Fernsehsender AMC gezeigt wird.
2019 inszenierte Renck für Sky und HBO die Miniserie Chernobyl, eine Dramatisierung der Katastrophe von 1986, unter anderem mit Stellan Skarsgård, Jared Harris und Emily Watson. Für seine Inszenierung wurde er für einen Primetime Emmy 2019 in der Kategorie Regie für eine Miniserie, einen Fernsehfilm oder ein Special ausgezeichnet.
Renck kreierte die Designs dreier Absolut Vodka Exposure-Flaschen, auf denen jeweils das Model Lydia Hearst zu sehen ist.

## Diskografie (Stakka Bo)

### Studioalben
| Jahr | Titel              | Höchstplatzierung, Gesamtwochen, AuszeichnungChartplatzierungen (Jahr, Titel, Platzierungen, Wochen, Auszeichnungen, Anmerkungen) | Höchstplatzierung, Gesamtwochen, AuszeichnungChartplatzierungen (Jahr, Titel, Platzierungen, Wochen, Auszeichnungen, Anmerkungen) | Höchstplatzierung, Gesamtwochen, AuszeichnungChartplatzierungen (Jahr, Titel, Platzierungen, Wochen, Auszeichnungen, Anmerkungen) | Höchstplatzierung, Gesamtwochen, AuszeichnungChartplatzierungen (Jahr, Titel, Platzierungen, Wochen, Auszeichnungen, Anmerkungen) | Höchstplatzierung, Gesamtwochen, AuszeichnungChartplatzierungen (Jahr, Titel, Platzierungen, Wochen, Auszeichnungen, Anmerkungen) | Anmerkungen                        |
| Jahr | Titel              | DE | AT | CH | UK | SE | Anmerkungen                        |
| ---- | ------------------ | --- | --- | --- | --- | --- | ---------------------------------- |
| 1993 | Supermarket        | — | — | CH29 (3 Wo.)CH | — | SE9 (9 Wo.)SE | Erstveröffentlichung: Oktober 1993 |
| 1995 | The Great Blondino | — | — | — | — | SE19 (8 Wo.)SE | Erstveröffentlichung: Oktober 1995 |
| 2001 | Jr.                | — | — | — | — | SE23 (5 Wo.)SE | Erstveröffentlichung: Oktober 2001 |

### Singles
| Jahr | Titel Album                | Höchstplatzierung, Gesamtwochen, AuszeichnungChartplatzierungen (Jahr, Titel, Album, Platzierungen, Wochen, Auszeichnungen, Anmerkungen) | Höchstplatzierung, Gesamtwochen, AuszeichnungChartplatzierungen (Jahr, Titel, Album, Platzierungen, Wochen, Auszeichnungen, Anmerkungen) | Höchstplatzierung, Gesamtwochen, AuszeichnungChartplatzierungen (Jahr, Titel, Album, Platzierungen, Wochen, Auszeichnungen, Anmerkungen) | Höchstplatzierung, Gesamtwochen, AuszeichnungChartplatzierungen (Jahr, Titel, Album, Platzierungen, Wochen, Auszeichnungen, Anmerkungen) | Höchstplatzierung, Gesamtwochen, AuszeichnungChartplatzierungen (Jahr, Titel, Album, Platzierungen, Wochen, Auszeichnungen, Anmerkungen) | Anmerkungen                                                           |
| Jahr | Titel Album                | DE | AT | CH | UK | SE | Anmerkungen                                                           |
| ---- | -------------------------- | --- | --- | --- | --- | --- | --------------------------------------------------------------------- |
| 1993 | Here We Go Supermarket     | DE15 (17 Wo.)DE | AT6 (12 Wo.)AT | CH7 (18 Wo.)CH | UK13 (8 Wo.)UK | SE4 (9 Wo.)SE | Erstveröffentlichung: Mai 1993                                        |
| 1993 | Down the Drain Supermarket | — | AT27 (1 Wo.)AT | CH22 (9 Wo.)CH | UK64 (4 Wo.)UK | SE24 (7 Wo.)SE | Erstveröffentlichung: August 1993                                     |
| 1993 | Living It Up Supermarket   | — | — | — | — | SE38 (1 Wo.)SE | Erstveröffentlichung: Oktober 1993                                    |
| 1995 | Great Blondino             | — | — | — | — | SE15 (11 Wo.)SE | Erstveröffentlichung: Oktober 1995                                    |
| 1996 | Softroom Great Blondino    | — | — | — | — | SE54 (1 Wo.)SE | Erstveröffentlichung: Februar 1996                                    |
| 1996 | We vie Jr.                 | — | — | — | — | SE10 (14 Wo.)SE | Erstveröffentlichung: Dezember 1996 feat. Titiyo, Fleshquartet & Nåid |
| 2001 | Mute Jr.                   | — | — | — | — | SE20 (10 Wo.)SE | Erstveröffentlichung: Februar 2001                                    |
| 2001 | Killer Jr.                 | — | — | — | — | SE34 (3 Wo.)SE | Erstveröffentlichung: Juli 2001                                       |

Weitere Veröffentlichungen
- 1991: We Got the Atmosphere (mit E-Type)
- 1992: Numania 1 (mit E-Type)
- 1994: On Your Knees
- 1994: We
- 2001: Love of a Woman

## Filmografie
- 2008: Downloading Nancy (Film)
- 2009–2011: Breaking Bad (Fernsehserie, 3 Folgen)
- 2010: The Tip (Kurzfilm)
- 2010: The Walking Dead (Fernsehserie, Folge 1x04)
- 2013: Vikings (Fernsehserie, 3 Folgen)
- 2013: Bates Motel (Fernsehserie, Folge 1x04)
- 2015: The Last Panthers (Fernsehserie, alle 6 Folgen)
- 2019: Chernobyl (Fernsehserie, alle 5 Folgen)
- 2024: Spaceman: Eine kurze Geschichte der böhmischen Raumfahrt (Spaceman)